# Бой под Свентым Кшижем
Бой под Свентым Кшижем (польск. Bitwa pod Świętym Krzyżem) — бой, произошедший 31 января (12 февраля) 1863 года между польскими повстанцами из отряда генерала Мариана Лангевича и российскими регулярными войсками под командованием полковника К. О. Чингерого в ходе Январского восстания.

## Предыстория
После отступления из Вонхоцка 21 января (2 февраля) 1863 года отряд Лангевича разделился на две группы, первая в количестве около 1500 мятежников, под командованием полковника Чаховского, ушла к подножью Свентокшиских гор и заняла деревню Новая-Слупа. Еще около 1000 повстанцев с несколькими орудиями остались под командованием Лангевича и ушли на Лысую Гору, где 28 января (9 февраля) 1863 года заняли оборону в находящемся там монастыре Святого Креста. Тогда же к отряду присоединился ставший позже известным Альберт Хмелёвский.
На разгон отряда был направлен отряд полковника Голубева общим числом в 6 рот пехоты и 60 казаков (780 человек).

## Бой
Регулярные войска полковника Голубева подошли к укрепленному повстанцами монастырю около 9 часов утра 31 января (12 февраля) 1863 года. Первая их атака была отбита и тогда Голубев временно отступил. Около 12 часов к месту боя подошёл и сам полковник Ченгеры вместе с 5 ротами пехоты и 20 казаками (620 человек).
Объединив свои силы, Голубев и Ченгеры возобновили штурм монастыря. Однако за время трёхчасового перерыва в сражении Лангевич успел перебросить некоторое количество повстанцев на левый фланг поля боя, где находился густой лес. Как только Ченгеры и Голубев попытались атаковать монастырь, по их левому флангу был открыт плотный ружейный и орудийный огонь.
Понеся потери, Ченгеры и Голубев попытались выбить дислоцировавшихся в лесу повстанцев, однако это вновь не удалось, так как повстанцы, находящиеся внутри монастыря (более 150 человек), не переставали обстреливать регулярные войска из окон и бойниц здания. В конце концов, около четырёх часов дня русский отряд, понесший значительные потери, был вынужден отступить, завершив бой в пользу повстанцев.

## Последствия
В бою погибли 18 повстанцев и еще 26 получили ранения. Потери регулярных войск также были значительные и составили 8 погибших, 43 раненых и 1 орудие, ствол которого разорвало при выстреле, в результате чего погиб заряжающий юнкер из расчета и тяжело ранен был еще один. На следующее утро, 1 (13) февраля 1863 года Лангевич отступил в направлении Сташува.